# Regine Elsässer
Regine Elsässer (* 1946 in Erlangen) ist eine deutsche Übersetzerin und Stiftungsgründerin. Sie ist die Enkelin von Martin Elsaesser.

## Leben
Regine Elsässer wurde 1946 in Erlangen geboren und studierte in Köln, Hamburg und Turku/Finnland Germanistik, Theaterwissenschaften und Skandinavistik. Danach arbeitete sie als Mitglied der Duden-Redaktion in Mannheim. Seit 1983 ist sie als Übersetzerin aus dem Schwedischen, Dänischen und Norwegischen tätig.
Als Enkelin des Architekten Martin Elsaesser erfuhr sie öffentliche Aufmerksamkeit, weil sie sich dafür einsetzte, dass die denkmalgeschützte Großmarkthalle in Frankfurt am Main erhalten bleibt. Gegen den von der Europäischen Zentralbank (EZB) geplanten Umbau der von Martin Elsaesser erbauten Halle trat die Familie von Regine Elsässer im Jahr 2007 als Klägerin auf. Der Streit wurde im Jahr 2008 beigelegt.
Gemeinsam mit ihrem Bruder Thomas Elsaesser gründete sie im März 2009 die Martin-Elsaesser-Stiftung, welche dem Leben und Werk des Architekten Martin Elsaesser gewidmet ist und bereitete eine Ausstellung über ihn vor. Regine Elsaesser ist stellvertretende Vorsitzende der Stiftung.
1978 war sie eine der Mitbegründerinnen des Mannheimer Frauenbuchladens „Xanthippe“, in dem sie mitarbeitet. Regine Elsässer lebt in Mannheim.
Elsässer ist Mitglied im Verband deutschsprachiger Übersetzer literarischer und wissenschaftlicher Werke, VdÜ.

## Auszeichnungen
2014 wurde Regine Elsässer BücherFrau des Jahres.

## Herausgeberschaft
- Elche unterm Weihnachtsbaum, München 2009 (herausgegeben zusammen mit Ebba D. Drolshagen), ISBN 978-3-86612-242-0.
- Weihnachtsglanz im Winterwald, München 2011 (herausgegeben zusammen mit Ebba D. Drolshagen), ISBN 978-3-86612-264-2.

## Übersetzungen
- Tage Andersen: Neue florale Inszenierungen, Hildesheim 1998, ISBN 978-3-8067-2843-9.
- Britt Arenander: Blue moon, Frankfurt am Main 2001
- Britt Arenander: Flirt mit fatalen Folgen, Frankfurt am Main 1997
- Auf nach Finnland, Helsinki 2008
- Göran Bergengren: Mein erstes Vogelbuch, Stuttgart 2002
- Fanny Bergenström: Von Blumen, München 1999
- Ruth Berlau: Jedes Tier kann es, Mannheim 1989
- Maria Borelius: So geht’s mir gut nach der Geburt, München 1996
- Bernt Danielsson: Kevin & Schröder, Weinheim
  - Ein Kuß als Belohnung, 1994
  - Die Diskette, 1995
  - In irrer Mission, 1997
- Bernt Danielsson: Steff, Weinheim 1996
- Ranveig Eckhoff: Sing, Nachtigall, sing, Frankfurt am Main 1997
- Fredrik Ekelund: Nina und das Meer, Reinbek bei Hamburg 2002
- Claus Emmeche: Das lebende Spiel, Reinbek bei Hamburg 1994
- Stig Ericson: Der rote Sturm, Kevelaer 1992
- Stig Ericson: Sturm über Bluewater, Kevelaer 1990
- Fanny Hedenius: Camillas Zimmer, Kevelaer 1986
- Fanny Hedenius: Manchmal leicht wie Sonnenschein, Kevelaer 1985
- Fanny Hedenius: Die Schlange und die Krone, Kevelaer 1989
- Iselin C. Hermann: Dort, wo der Mond liegt, Stuttgart [u. a.] 2003
- Iselin C. Hermann: Liebe Delphine … Lieber Jean Luc, Stuttgart 1999
- Iselin C. Hermann: Sommer war es, Frankfurt am Main 2008
- Marie Hermanson: Die Pestinsel, Berlin 2021
- Marie Hermanson: Der Sommer, in dem Einstein verschwand, Berlin 2020
- Marie Hermanson: Der unsichtbare Gast, Berlin 2016
- Marie Hermanson: Himmelstal, Berlin 2012
- Marie Hermanson: Der Mann unter der Treppe, Frankfurt am Main 2007
- Marie Hermanson: Muschelstrand, Frankfurt am Main 2000
- Marie Hermanson: Pilze für Madeleine, Frankfurt am Main 2009
- Marie Hermanson: Saubere Verhältnisse, Frankfurt am Main 2005
- Marie Hermanson: Die Schmetterlingsfrau, Frankfurt am Main 2002
- Marie Hermanson: Das unbeschriebene Blatt, Frankfurt am Main 2004
- Christina Herrström: Wenn aus Prinzen Frösche werden, Würzburg 1999
- Carin Holmberg: Man nennt es Liebe, Frankfurt am Main 1997
- Theodor Kallifatides: Geschichten aus dem Dorf Mühle, Kevelaer 1985
- Lars Klinting: Mein kleines Baumbuch, Hamburg 1991
- Lars Klinting: Mein kleines Insektenbuch, Hamburg 1992
- Lars Klinting: Mein kleines Tierbuch, Hamburg 1994
- Lars Klinting: Mein kleines Vogelbuch, Hamburg 1991
- Eva Lejonsommar: Sie zu lieben, Frankfurt am Main 1998
- Mecka Lind: Anselmo – ein Kindersoldat in Mosambik, Würzburg 2000
- Mecka Lind: Isabel – ein Straßenkind in Rio, Würzburg 1995
- Mecka Lind: Manchmal gehört mir die ganze Welt, Würzburg 1992
- Malin Lindroth: Ungebunden, München 2020
- Michael Lundgren: Das kleine Drachenmädchen, Berlin 1992
- Lönnqvist, Anna: Wiedersehen in Stockholm, Berlin 2024
- Enel Melberg: Der elfte Tag, Zürich [u. a.] 1993
- Karin Miles: Mamma mia!, Reinbek bei Hamburg 2004
- Göran Norström: Ein Foto vom Mörder, Kevelaer 1988
- Klas Östergren: Gangster, München [u. a.] 2007
- Klas Östergren: Gentlemen, München [u. a.] 2007
- Klas Östergren: Porträt eines Dandys, Zürich [u. a.] 2011.
- Klas Östergren: Ins Licht gerückt, drei Kurzgeschichten. Kein & Aber, Zurich 2015, ISBN 978-3-0369-5721-0.
- Pål Gerhard Olsen: Das Mädchen aus Oslo, Reinbek 2004 (übersetzt zusammen mit Ebba D. Drolshagen)
- Pål Gerhard Olsen: Der Schwur der Engel, Reinbek bei Hamburg 2005 (übersetzt zusammen mit Ebba D. Drolshagen)
- Örjan Persson: The great world game, Weinheim 2001
- Örjan Persson: Olas Disteln, Kevelaer 1992
- Elisabet Peterzén: Bis daß der Tod sie scheidet, Frankfurt am Main 1994
- Elisabet Peterzén: Lauter ganz normale Männer, Frankfurt am Main 1990
- Ellinor Skagegård: Fanny Mendelssohns unerhörtes Gespür für Musik, Berlin 2021
- Maria Sveland: Bitterfotze, Köln 2009
- Maria Sveland: Häschen in der Grube, Köln 2013
- Maria Sveland: Immer noch Bitterfotze, Köln 2019
- Elin Unnes: Gartenverrückt, Hamburg 2019
- Anna-Lena Wästberg: Das Auge des Waldes, Kevelaer 1989